# Sengkuang (Merapi Timur)
Sengkuang is een bestuurslaag in het regentschap Lahat van de provincie Zuid-Sumatra, Indonesië. Sengkuang telt 570 inwoners (volkstelling 2010).